# Turcsányi Erzsébet
Turcsányi Erzsébet (Budapest, 1939. október 16. – 2025. június 28.) Jászai Mari-díjas magyar bábművész, színésznő.

## Életpályája
Két diplomát szerzett. Előbb felsőfokú óvónőképzőt végzett 1961-ben, majd bábszínészi oklevelét 1964 kapta meg, miután elvégezte a Bábszínészképző tanfolyamot. 1962-től az Állami Bábszínházban szerepelt, majd 1992-től a Budapest Bábszínház tagja lett. 1988-ban Jászai Mari-díjat kapott.

## Fontosabb színházi szerepeiből
- Alekszej Konsztantyinovics Tolsztoj – Jékely Zoltán: Fajankó kalandjai... Fajankó; Róka
- Frank L. Baum: Óz a nagy varázsló... Boszorkány
- William Shakespeare: Szentivánéji álom... Puck; Titánia
- Pjotr Iljics Csajkovszkij: Diótörő... Frici
- Alfred Jarry: Übü király... Übü mama
- Carlo Collodi: Pinokkió... Menyét; Táltos tücsök
- Arany János – Gáli József: Rózsa és Ibolya... Királyné
- Török Sándor: Kököjszi és Bobojsza... Andris
- Zbigniew Wojciechowski – Hárs László: Hencidai csetepaté... Dani
- James Matthew Barrie – Balogh Géza – Tótfalusi István: Pán Péter... Miki
- Szilágyi Dezső: Székhistóriák... nő
- Horgas Béla: Odüsszeusz, a tengerek vándora... Athéné
- Lázár Ervin: A legkisebb boszorkány... Anya-Banya
- Lázár Ervin: Szegény Dzsoni és Árnika... Hétfejű tündér
- Hamuban sült mese... szereplő

## Díjai, elismerései
- Balajthy Andor-vándorgyűrű (1976)
- Jászai Mari-díj (1988)